# Fabrizio Peralta
Fabrizio José Peralta Ramírez (Ñemby, 2 de agosto de 2002) é um futebolista paraguaio que atua como volante. Atualmente defende o Cerro Porteño, emprestado pelo Cruzeiro.

## Carreira

### Cerro Porteño
Natural da cidade de Ñemby, Peralta inicou sua trajetória esportiva no bairro de Pinozá, tendo depois passado pelo River Plate e ao Sub-14 do Guaraní, onde acabou sendo dispensado. Após isso, fez um teste no Cerro Porteño para integrar o Sub-15 e passou.
Chegou a fazer a pré-temporada com o Cerro Porteño em 2021, mas acabou deixando o clube em março.

### Empréstimo

#### Flamengo
Aos 19 anos, em 13 de março de 2021 foi emprestado ao Flamengo até dezembro de 2021 com opção de compra ao final. Integrando a categoria Sub-20 e tratado com uma promessa, foi campeão da Taça Rio Sub-20 e embora tenha figurado em uma partida do profissional e sido inscrito na lista de suplentes da Libertadores, não atuou pelo time profissional e ao final do período de empréstimo o clube carioca não exerceu sua compra. Foram 21 partidas e dois gols pelo clube.

### Retorno ao Cerro Porteño
Retornou ao Cerro Porteño em 2022, mas só fez sua estreia pelo Cerro em 2 de junho de 2023, na vitória por 2–0 sobre o Libertad pela 21ª rodada do Torneio Apertura entrando aos 85 minutos do segundo tempo. Tornou-se titular absoluto com boas atuações e formando uma trinca com Damián Bobadilla e Wilder Viera no meio-campo do Ciclón. Em 3 de outubro de 2023, foi anunciado que renovou seu contrato com o clube até 2026.
Em 24 de outubro de 2023, marcou seu primeiro gol pelo Ciclón na vitória por 5–2 diante do Sportivo Trinidense na 16ª rodada do Torneio Clasura. Na última rodada, fez um doblete sobre o Guaraní na vitória por 4–0, tendo o Cerro Porteño terminado com o vice-campeonato do campeonato nacional.
Com as 20 partidas disputadas na temporada de 2024, foram 36 partidas com três gols e três assistências no total pelo clube paraguaio, despedindo-se do clube em 27 de junho de 2024.

### Cruzeiro
No dia 16 de junho de 2024, o CEO do Cruzeiro, Alexandre Mattos, confirmou que havia acertado um acordo com Peralta e com o Cerro Porteño para sua transferência. Foi informado também que o jogador apresentaria-se ao clube mineiro em sua volta da Copa América após assinar contrato e passar por exames médicos. O valor da negociação foi anunciada como sendo 16 milhões de reais (3 milhões de dólares) por 60% dos direitos do atleta, com opção de comprar outros 20% por 8 milhões de reais (1,5 milhões de dólares) e o vínculo seria de cinco anos. Em 27 de junho, o clube celeste anunciou oficialmente que havia concretizado o acordo.

## Seleção Paraguaia

### Sub-17
Foi um dos convocados para disputar o Campeonato Sul-Americano Sub-17 de 2019, no Peru. Foi o artilheiro do Paraguai no torneio, com três gols.
Em outubro do mesmo ano, integrou o elenco dos convocados para o Mundial da categoria, no Brasil.

### Sub-23
Em 5 de janeiro se 2024, foi um dos convocados por Carlos Jara Saguier para o Pré-Olímpico de 2024, na Venezuela. Logo na primeira rodada da primeira fase contra o Brasil, teve uma atuação de destaque e fez o gol da vitória por 1–0. Sagrou-se campeão do Pre-Olímpico ao vencer a Venezuela por 2–0 na última rodada, ajudando a Albirroja a conquistar o título da competição após 32 anos da última vitória e conquistar a vaga nos Jogos Olímpicos. Além do título de campeão, em 16 de fevereiro torneio recebeu o título de cidadão ilustre de sua cidade natal.
Em julho de 2024, foi um dos 18 convocados para representar o Paraguai nos Jogos Olímpicos em Paris. Contudo, foram identificados déficit de força e desequilíbrio muscular em seu físico na volta da Copa América, acarretando na não liberação para as Olimpíadas a fim recuperar-se dos problemas. Em seu lugar, foi convocado Gustavo Caballero.

### Principal
Recebeu sua primeira convocação para a Seleção Principal em 16 de março de 2024, sendo chamado para um amistoso contra a Rússia no dia 25 do mesmo mês.
Fez sua estreia em 12 de junho de 2024, na derrota por 3–0 para o Chile no penúltimo amistoso preparatório para a Copa América, atuando somente no primeiro tempo.
Foi um dos 26 convocados pelo técnico Daniel Garnero para representar a Seleção Paraguaia na Copa América de 2024, nos Estados Unidos. O Paraguai acabou eliminado na fase de grupos e Peralta não atuou em nenhuma das três partidas da equipe no torneio.

## Títulos

### Seleção Paraguaia

#### Sub-23
- Torneio Pré-Olímpico: 2024